# 腕掌骨

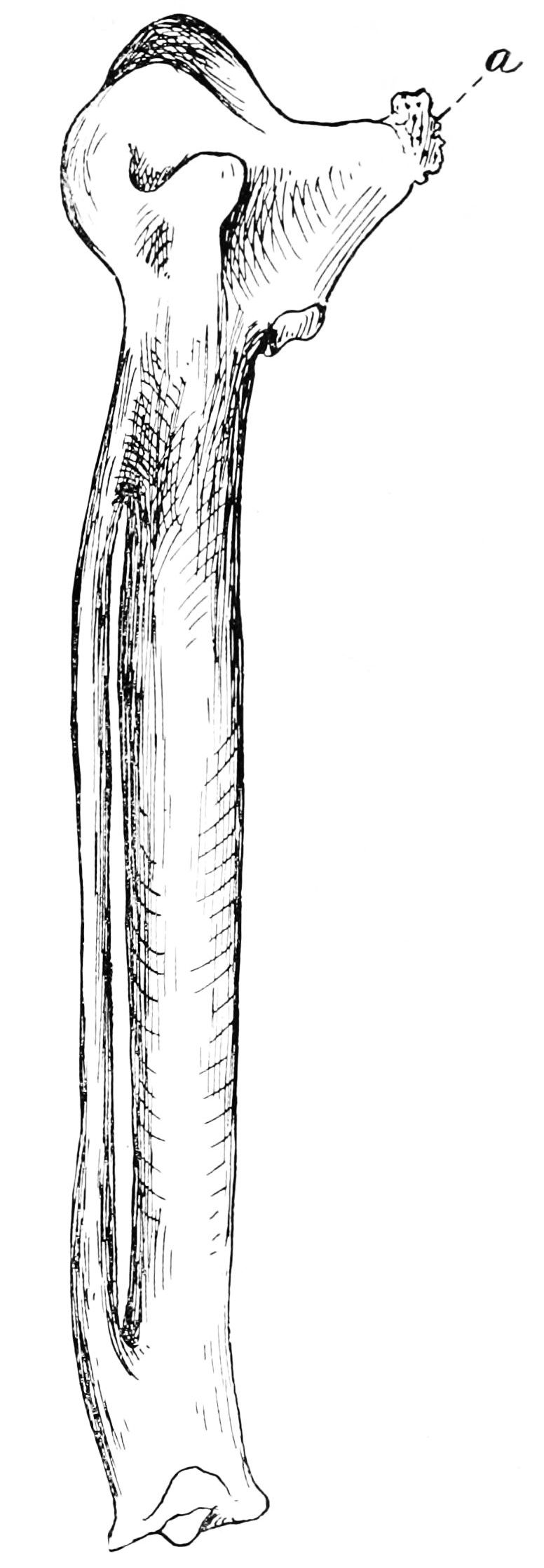
一種滅絕的天鵝的腕掌骨，繪於1892-93年

腕掌骨（英語：carpometacarpus）是一鸟类远侧腕骨（carpal）与掌骨（metacarpus）愈合而成的一个坚固的结构。它是腕部和指關節之間融合的單塊骨頭。 在大多數鳥類中，它是一塊很小的骨頭，通常是扁平的，中間有一個大洞。 但是，在不會飛的鳥中（如鸵鸟、企鹅），其形狀可能略有不同，或者可能完全不存在。它构成了鳥類翅膀骨骼的尖端。 大多數飛羽（remige）都依附於此。 相比之下，小翼羽是由拇指形成的，且該結構沒有完全與其他手骨融合。

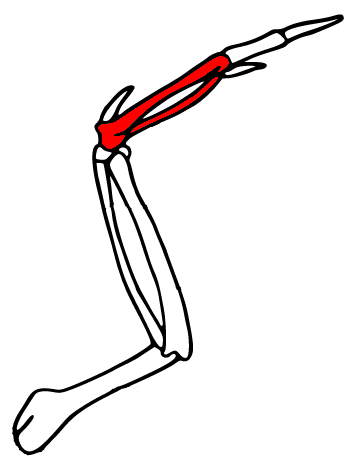
腕掌骨（紅色）在鳥類骨骼中的位置